# Trzęsienie ziemi w Kobe (1995)
Trzęsienie ziemi w Kobe (jap. 阪神・淡路大震災 Hanshin-Awaji dai-shinsai) – trzęsienie ziemi o sile 7,3 stopnia w skali Richtera, które miało miejsce 17 stycznia 1995 o godzinie 5:46:52 rano w południowej części prefektury Hyōgo i trwało ok. 20 s. Epicentrum wstrząsu znajdowało się na wyspie Awaji, niedaleko miasta Kobe liczącego ok. 1,5 mln ludzi.
W czasie trzęsienia ziemi zginęły 6434 osoby, głównie mieszkańcy Kobe. Szacuje się, że 80% z nich zginęło przygniecionych meblami lub gruzami domów. Straty spowodowane trzęsieniem oszacowano na ponad 10 bilionów jenów (ponad 100 miliardów USD), co sprawiło, że aż do czasu trzęsienia ziemi u wybrzeży Tōhoku (2011) było ono najbardziej kosztowną klęską żywiołową, jaka wydarzyła się w jednym tylko państwie, w historii. Tak wysokie straty wynikają z tego, że wstrząsy wystąpiły w gęsto zaludnionym i wysoko rozwiniętym obszarze. Jednocześnie okazało się, że wiele konstrukcji nie spełniało surowych norm sejsmicznych. Co więcej, nastąpiło tzw. upłynnienie gruntu. Wiele budynków zapadło się, a część sztucznych wysp i nabrzeży portowych znalazła się pod wodą.

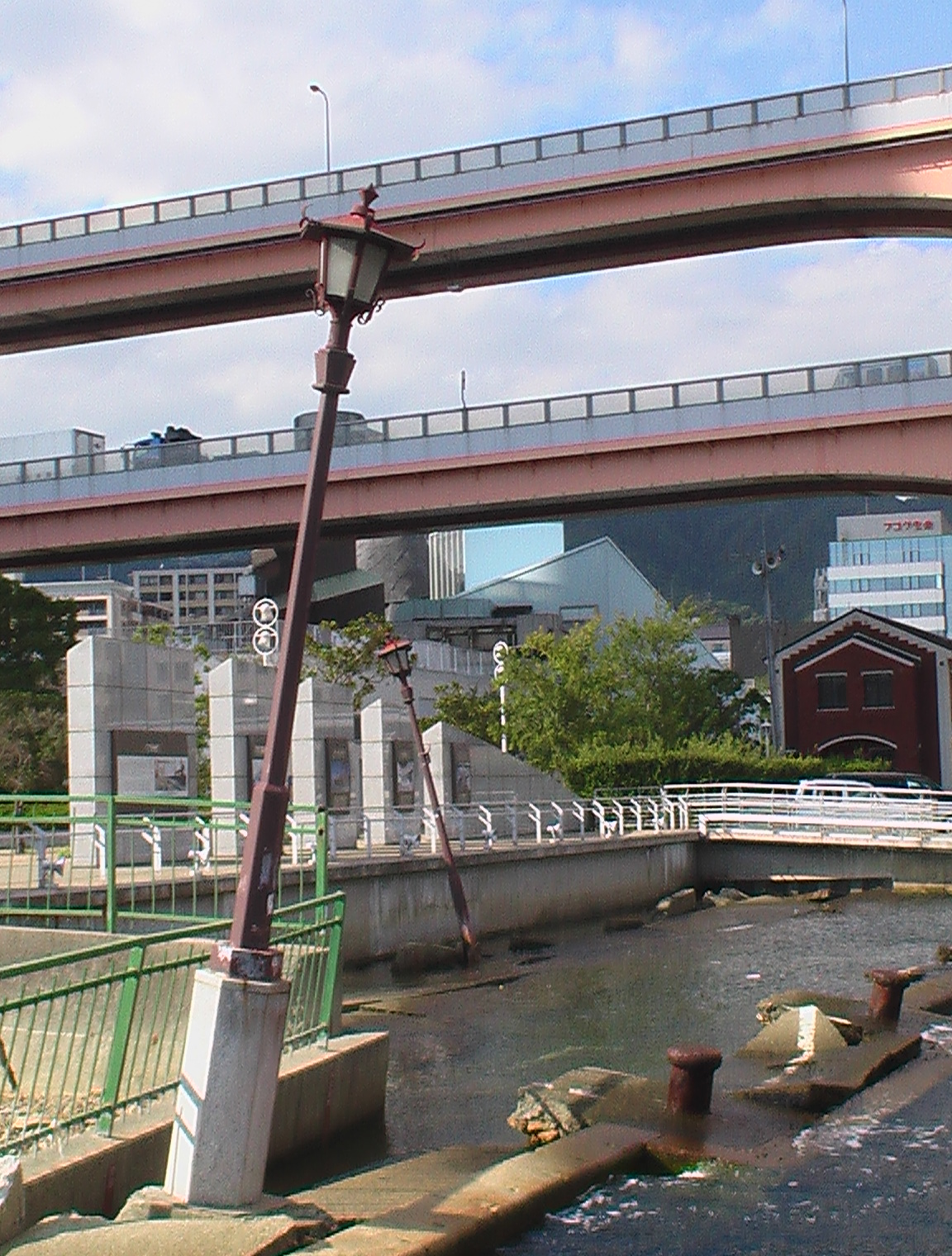
Kobe - nabrzeże portowe zapadnięte w trzęsieniu ziemi 1995, fragment pozostawiony dla upamiętnienia (fotografia z 2005 roku)

Trzęsienie ziemi w Kobe było jednym z najsilniejszych i najtragiczniejszych w historii Japonii. Przewyższają je tylko trzęsienie ziemi w regionie Kantō w 1923 roku, które pochłonęło 105 385 ofiar, oraz trzęsienie ziemi w Tōhoku, które pochłonęło prawie 16 tys. ofiar.